# قلعه ده خواجه
قلعه ده خواجه مربوط به سده‌های متاخر دوران‌های تاریخی پس از اسلام است و در شهرستان رفسنجان، بخش نوق، دهستان بهرمان، روستای ده خواجه واقع شده و این اثر در تاریخ ۲۷ اسفند ۱۳۸۷ با شمارهٔ ثبت ۲۶۲۵۲ به‌عنوان یکی از آثار ملی ایران به ثبت رسیده‌است.